# Samsung Galaxy E7
El Samsung Galaxy E7 es un teléfono inteligente Android de gama media producido por Samsung Electronics. Fue lanzado en enero de 2015. Samsung Galaxy E7 tiene una cámara trasera de 13 megapíxeles con flash LED y una cámara frontal de 5 megapíxeles.
El Samsung Galaxy E7 nunca se ha lanzado en Europa (sin contar los países de la CEI y Turquía (región de Medio Oriente)), así como tampoco tienen planes de lanzarse en Australia o Nueva Zelanda.

## Especificaciones

### Hardware
El teléfono es alimentado por el chipset Snapdragon 410 de Qualcomm que incluye un procesador de 1.2 GHz, Adreno 306 GPU y 2GB de RAM, con 16 GB de almacenamiento interno. También tiene una batería de iones de litio con una capacidad de 2950 mAh. El Samsung Galaxy E7 tiene una pantalla HD Super AMOLED de 5.5 pulgadas y también incluye una cámara trasera de 13 MP y una cámara frontal de 5 MP. Viene con dos ranuras Nano-SIM, y una de ellas también sirve como ranura microSD.

### Software
Este teléfono fue lanzado oficialmente con Android 4.4.4 "KitKat". También se puede actualizar a Android 5.1.1 "Lollipop".